# Ashley Lahey
Ashley Lahey (Stati Uniti d'America, 26 ottobre 1999) è una tennista statunitense.

## Carriera
Ashley Lahey ha vinto 1 titolo in singolare e 8 titoli in doppio nel circuito ITF in carriera. Il 18 settembre 2023 ha raggiunto il miglior piazzamento mondiale nel singolare: 317ª, mentre il 25 settembre 2023) ha raggiunto il best ranking mondiale nel doppio: 170ª.
Ashley ha giocato tennis al college all'Università Pepperdine.

## Circuito WTA 125

### Doppio

#### Sconfitte (1)
| N. | Data            | Torneo                      | Superficie  | Compagna     | Avversarie in finale            | Punteggio        |
| 1. | 4 novembre 2023 | Dow Tennis Classic, Midland | Cemento (i) | Sophie Chang | Hailey Baptiste Whitney Osuigwe | 6-2, 2-6, [1-10] |

## Statistiche ITF

### Singolare

#### Vittorie (1)
| Torneo $100.000 (0) |
| Torneo $80.000 (0)  |
| Torneo $60.000 (0)  |
| Torneo $40.000 (0)  |
| Torneo $25.000 (1)  |
| Torneo $15.000 (0)  |

| N. | Data           | Torneo                                | Superficie | Avversaria in finale | Punteggio   |
| 1. | 18 giugno 2017 | Sumter Tennis Open Challenger, Sumter | Cemento    | Francesca Di Lorenzo | 6-3, 7-6(4) |

#### Sconfitte (3)
| Torneo $100.000 (0) |
| Torneo $80.000 (0)  |
| Torneo $60.000 (0)  |
| Torneo $40.000 (0)  |
| Torneo $25.000 (2)  |
| Torneo $15.000 (1)  |

| N. | Data             | Torneo                       | Superficie | Avversaria in finale   | Punteggio     |
| 1. | 13 febbraio 2022 | ITF Women's Villena, Villena | Cemento    | Jéssica Bouzas Maneiro | 2-6, 1–6      |
| 2. | 20 novembre 2022 | Madeira Ladies Open, Funchal | Cemento    | Emina Bektas           | 6-2, 3-6, 2-6 |
| 3. | 7 gennaio 2024   | Women's Arcadia, Arcadia     | Cemento    | Fiona Crawley          | 6-4, 2-6, 5-7 |

### Doppio

#### Vittorie (8)
| Torneo $100.000 (0) |
| Torneo $80.000 (1)  |
| Torneo $60.000 (1)  |
| Torneo $40.000 (0)  |
| Torneo $25.000 (6)  |
| Torneo $15.000 (0)  |

| N. | Data            | Torneo                                                          | Superficie  | Partner             | Avversarie                                | Punteggio         |
| 1. | 18 giugno 2021  | ITF Ciudad Raqueta, Madrid                                      | Cemento     | Olivia Tjandramulia | Yvonne Cavallé Reimers Celia Cerviño Ruiz | 6–2, 4–6, [10–8]  |
| 2. | 29 ottobre 2022 | Christus Health Pro Challenge, Tyler                            | Cemento     | Marija Kozjreva     | Jaeda Daniel Nell Miller                  | 7-5, 6-2          |
| 3. | 21 gennaio 2023 | Women's Boca Raton, Boca Raton                                  | Terra verde | Tiphanie Fiquet     | Kayla Cross Renata Zarazúa                | 4-6, 6-1, [10-4]  |
| 4. | 14 maggio 2023  | Torneig Internacional Femení Platja d'Aro, Castell-Platja d'Aro | Terra rossa | Ellen Perez         | Francisca Jorge Matilde Jorge             | 6-3, 3-6, [12-10] |
| 5. | 29 luglio 2023  | Dallas Summer Series, Dallas                                    | Cemento (i) | Sophie Chang        | Makenna Jones Jamie Loeb                  | 6-2, 6-2          |
| 6. | 6 gennaio 2024  | Women's Arcadia, Arcadia                                        | Cemento     | Angela Kulikov      | Haley Giavara Brandy Walker               | 6-3, 6-2          |
| 7. | 2 maggio 2025   | ForteVillage ITF Trophy, Pula                                   | Terra rossa | Astrid Brune Olsen  | Jasmijn Gimbrère Stéphanie Visscher       | 3-6, 6-4, [10-5]  |
| 8. | 9 agosto 2025   | Southaven Open, Southaven                                       | Cemento     | Catherine Harrison  | Hiroko Kuwata Kyōka Okamura               | 6-3, 6-2          |

#### Sconfitte (9)
| Torneo $100.000 (0) |
| Torneo $80.000 (0)  |
| Torneo $60.000 (2)  |
| Torneo $40.000 (0)  |
| Torneo $25.000 (7)  |
| Torneo $15.000 (0)  |

| N. | Data              | Torneo                                         | Superficie      | Partner           | Avversarie                         | Punteggio        |
| 1. | 15 luglio 2018    | Tennis Championships of Honolulu, Honolulu     | Cemento         | Tayler Johnson    | Misaki Doi Jessica Pegula          | 6(4)-7, 3-6      |
| 2. | 25 giugno 2022    | Ystad Women's, Ystad                           | Terra rossa     | Lisa Zaar         | Caijsa Hennemann Martyna Kubka     | 6–4, 5–7, [7–10] |
| 3. | 13 agosto 2022    | Good to Great Open, Danderyd                   | Terra rossa     | Lisa Zaar         | Rina Saigo Yukina Saigo            | 6–2, 5–7, [7–10] |
| 4. | 1º ottobre 2022   | H-E-B Women's Pro Tennis Open, Austin          | Cemento         | Martyna Kubka     | Elysia Bolton Jamie Loeb           | 3-6, 3-6         |
| 5. | 8 settembre 2023  | Open Femenino EVA BES, Saragozza               | Terra rossa (i) | Kimmi Hance       | Martina Colmegna Solana Sierra     | 6-4, 4-6, [8-10] |
| 6. | 23 settembre 2023 | Caldas da Rainha Ladies Open, Caldas da Rainha | Cemento         | Tian Fangran      | Francisca Jorge Matilde Jorge      | 1-6, 6-2, [7-10] |
| 7. | 18 novembre 2023  | H-E-B Women's Pro Tennis Open, Austin          | Cemento         | Marija Kozjreva   | Han Jiangxue Huang Yujia           | 5-7, 6-2, [8-10] |
| 8. | 21 giugno 2025    | Klosters Open, Klosters                        | Terra rossa     | Jasmijn Gimbrère  | Deborah Chiesa Lisa Pigato         | 0-6, 3-6, [6-10] |
| 9. | 12 luglio 2025    | Magic Hotel Tours by FTT, Monastir             | Cemento         | Tiphanie Lemaître | Alicia Dudeney Patricija Paukštytė | 6(5)-7, 4-6      |